# 青岛日本中学校
36°03′37.5″N 120°19′47″E / 36.060417°N 120.32972°E
青岛日本中学校为青岛市存在于1917年至1945年的一所日侨中学，其旧址位于中国山东省青岛市市南区鱼山路5号中国海洋大学鱼山校区内，建于1920-1921年，是青岛老城最有代表性的日本建筑之一，现为市南区一般不可移动文物。

## 历史

### 原清军炮队营
日本中学校舍的原址为章高元驻防时期（1892-1897）所建炮队营（又称炮兵营）营房，位于总兵衙门以东，小鱼山以北。平面呈矩形，正门由石材砌筑，朝向西南，拱门上方有“营门”二字牌匾。周围筑有夯土围墙，顶部出雉堞。墙内营房中轴对称分布整齐排列，均为中式平房。德国海军占领胶澳后，将其沿用为兵营，仍称为炮兵营（Artillerielager）。夯土围墙不久被拆除改为栅栏墙。德军各新营房建成后，营内部分房屋拆除，改为军官俱乐部网球场，1914年青岛战役期间曾在此设置临时飞机库。该营房是唯一留存到第一次日占时期的原清军营房。1920年，为建设日本中学校舍，原营房被拆除。
- 炮队营营门
- 炮队营俯瞰，远处为青岛村
- 炮队营远景
- 炮队营内部
- 营房

### 日本中学

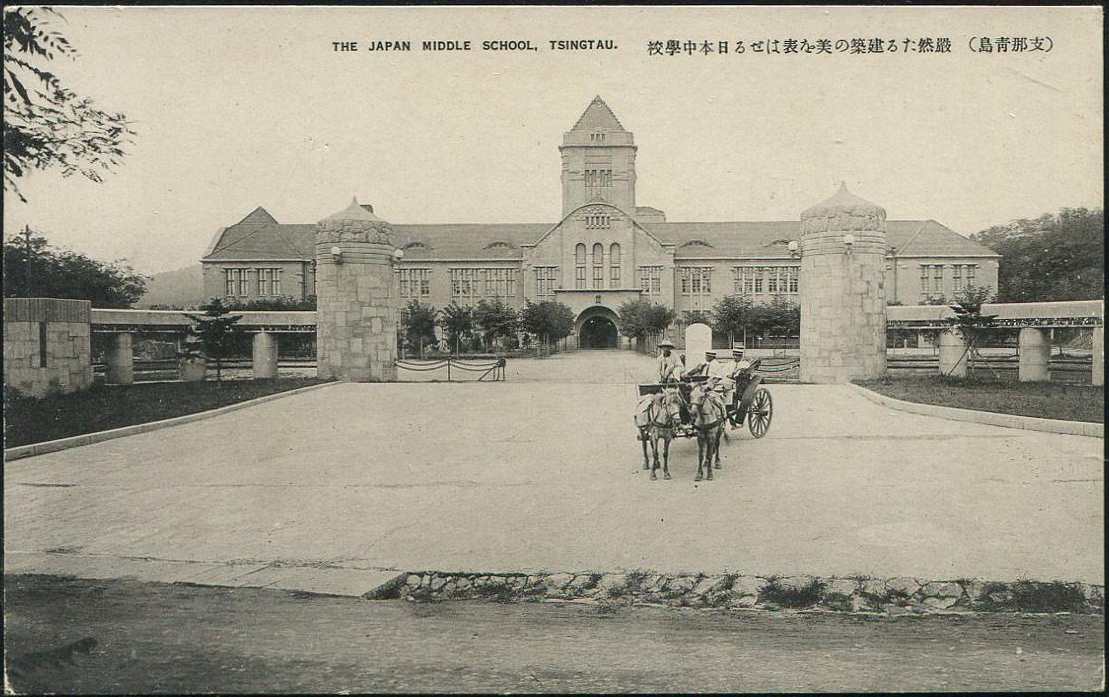
日本中学正门

1914年日军占领青岛后日侨人口激增，日本当局因此新设数座学校。1917年2月21日青岛军政署发布军政告示第11号，决定在在青岛旭兵营（原德军伊尔蒂斯兵营）设立青岛中学校。同年3月末，在原伊尔蒂斯兵营II号营房举行入学考试，4月4日正式开学，暂借II号营房作为校舍。7月5日，青岛中学校成为日本文部省在外指定学校。该校经费由外务省提供，专门招收日籍学生，当时有学生110人，日籍教职员工28人，学制6年，设修身、日语、数学、物理、化学、矿物、历史、地理、第一外国语、第二外国语、图画、唱歌、体操等学科。
1920年，日本当局在炮队营原址建造青岛中学新校舍，由青岛民政署土木课建筑师、日本建筑学会正员三上贞设计，华商公和兴工程局承建，1920年3月5日开工，1921年6月21日建成，同月末学校迁入新址，7月，寄宿公寓建成迁入。校舍工程共耗资228000日元。1922年12月北洋政府收回青岛后，该校改称青岛日本中学校，改由青岛日本居留民团承办。

### 抗战之后

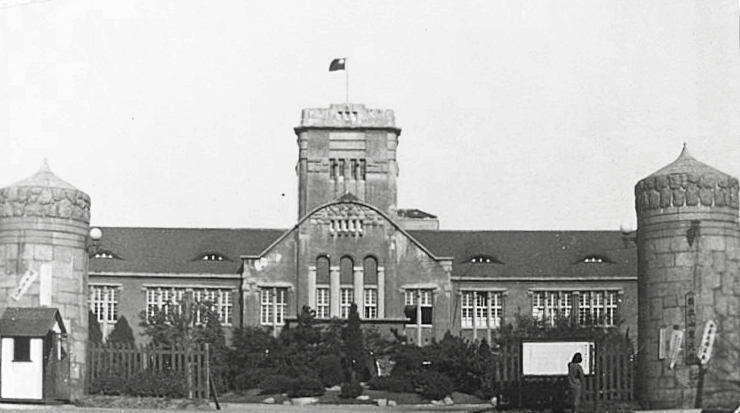
国立山东大学在青岛复校

1945年8月日本投降后，青岛日本中学校解散，日本中学校舍及其北侧的原国立山东大学校舍被同年10月进驻青岛的美国海军陆战队第六师占用。1946年，国立山大校长赵太侔筹备复校，与时任美国海军第七舰队司令柯克谈判，美军将日本中学旧址等部分房屋移交给国立山大。10月25日，国立山大在青岛复校，校本部及文理学院设于日本中学旧址。1949年2月，美军将原国立山大校舍归还，日本中学旧址与后者合并为一处校园。
1950年，山东大学为纪念1949年6月2日解放军接管青岛，将原日本中学主楼与寄宿公寓分别命名为“六二楼”与“胜利楼”。1958年山大迁往济南后，留在青岛的海洋、地质、水产三系改为山东海洋学院（今中国海洋大学），日本中学旧址此后长期为该校行政办公楼。日本中学旧址现为中国海洋大学鱼山校区的一部分，仍作为办公楼使用。2006年5月20日列入第二批青岛市历史优秀建筑。2012年11月6日列入市南区未核定为文物保护单位的不可移动文物（一般不可移动文物）名录。

## 建筑特色

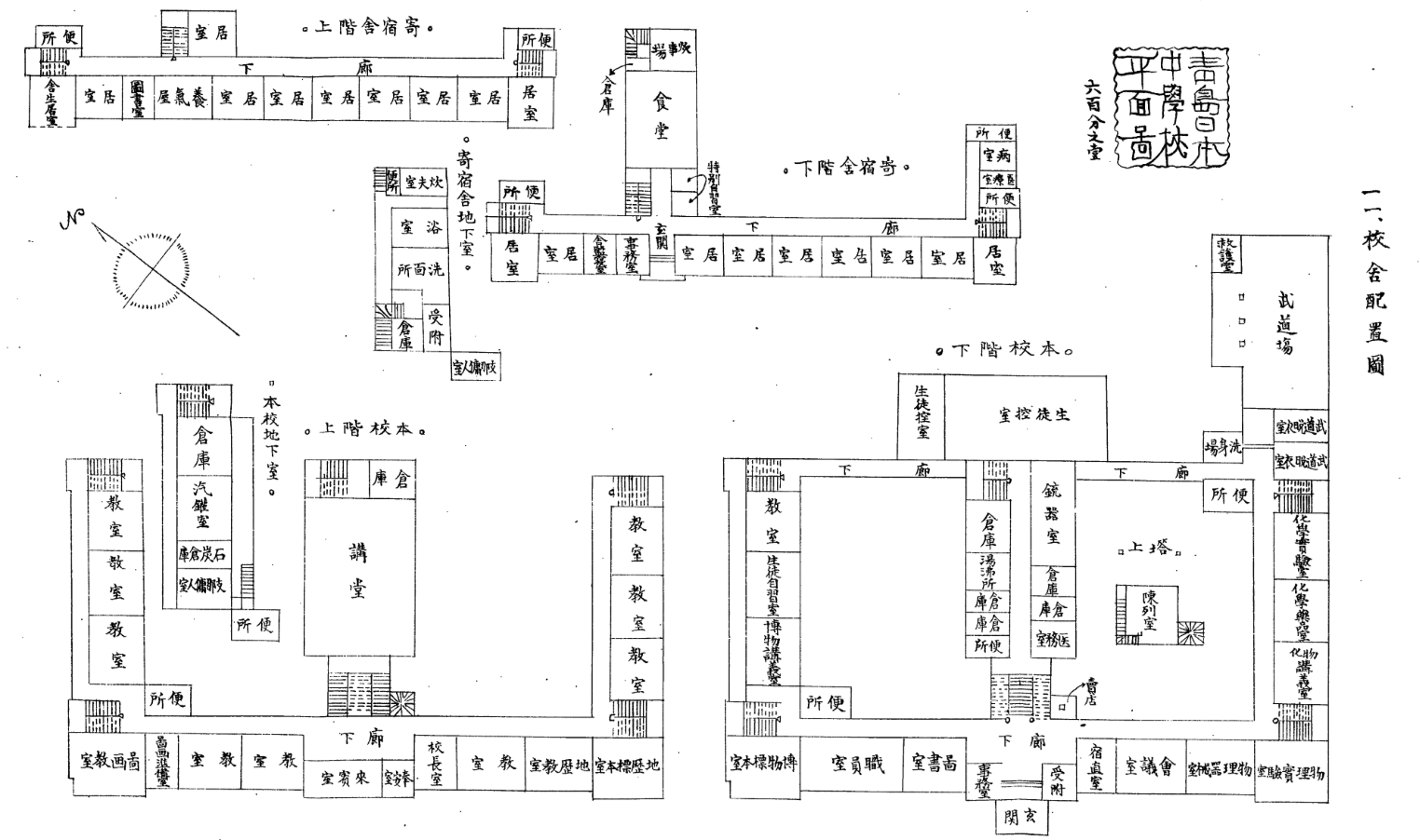
青岛日本中学校平面图，1925年

日本中学旧址主要由南侧的主楼（六二楼）和北侧的寄宿公寓（胜利楼）组成。大门朝向西南，临鱼山路，由两座巨大的花岗岩石柱组成。
主楼建筑面积9166平方米，平面大致为“山”字形，建筑体为砖木、钢筋混凝土混合结构。主体建筑两层，附设阁楼，高11米。塔楼四层，高36米。正立面采用中轴对称布局，以曲线山墙与塔楼突出中轴。主入口设圆拱门廊，门廊与山墙之间为三座拱券式窗户，以壁柱装饰，其上为小五联窗、双色蘑菇石及石雕装饰。塔楼位于主入口及山墙后方，具有城堡意象，其顶部原为四坡攒尖屋顶，现已不存在。立面墙基、门窗、山墙等处大量采用粗面花岗岩石块镶嵌装饰，墙面为水纹抹灰面。屋顶以红瓦覆盖，上起牛眼窗。花岗岩装饰、水纹抹灰立面以及屋顶的牛眼窗等元素体现出德占时期建筑的影响。楼内门厅以三个半圆拱券引向主楼梯间，楼梯设铁艺栏杆，楼内中央部分与两翼均设有连接各房间的单面内走廊。楼内设房间46个，主体建筑内房间多为教室、办公室及实验室，室内体育馆（武道馆）等辅助房间设于东侧尽端。室内设有暖气设备和完善的下水道。
寄宿公寓建筑面积2804平方米，主体平面呈“一”字形，楼高两层，附设阁楼，建筑材料与外立面装饰与南侧主楼基本相同。主入口设在偏西侧，以三联圆柱、细石发券、蘑菇石门檐装饰。西端起山墙，以仿木桁架结构装饰，另设一尖顶塔楼。
1935年被任命为日本中学校校长的岸辰雄教曾如此描述校舍：“看到青岛中学的第一眼就让我吃了一大惊。第一是富丽堂皇的石造校舍。第二是完善的配套设施，校内各角落甚至都用上了蒸汽供暖设施和让人羡慕的温室。就是在日本国内都没有设施如此完备的中学……” 《青岛概要》称其“外观之宏伟，为我国中学中极为罕见，各种设备和内容也非常完善”。

## 图集
- 日本中学及后方的俾斯麦兵营旧址
- 校舍航拍
- 校舍后侧，自八关山拍摄
- 山东海洋学院时期的日本中学旧址
- 六二楼正门
- 六二楼西北面，其中三角山花左侧部分为约1940年代扩建
- 六二楼内部楼梯
- 六二楼内部走廊
- 胜利楼西北端山花
- 胜利楼正门
- 胜利楼内部楼梯
- 胜利楼内部楼梯